# Fausto Pinto
Fausto Manuel Pinto Rosas (ur. 8 sierpnia 1983 w Culiacán) – meksykański piłkarz występujący na pozycji bocznego obrońcy.

## Kariera klubowa
Fausto Pinto jest wychowankiem klubu CF Pachuca. Jego największymi sukcesami uzyskanymi w barwach tego zespołu były dwukrotne triumfy w rozgrywkach Clausury Meksykańskiej Primera División (w sezonie 2006 i 2007), zwycięstwo w Pucharze Mistrzów CONCACAF 2007 i 2008 oraz wygrana Copa Sudamericana w sezonie 2006.
W trakcie sezonu 2008/2009 przeniósł się do innego zespołu z tej ligi - Cruz Azul. W jej barwach strzelił swą pierwszą ligowa bramkę. Było to 28 listopada 2009 roku, w zwycięskim 3-2 rewanżowym meczu ćwierćfinałowym Apertury 2009 z CF Puebla.

## Kariera reprezentacyjna
Fausto Pinto w reprezentacji Meksyku zadebiutował w 2007 roku. Był powoływany na Złoty Puchar CONCACAF w latach: 2007 i 2009 (triumf Meksyku). W 2005 roku został powołany także na Copa América 2007.

## Sukcesy klubowe i międzynarodowe

### CF Pachuca
- Zwycięstwo
  - Meksykańska Primera División: Invierno 2001, Clausura 2006, Clausura 2007
  - Puchar Mistrzów CONCACAF: 2007, 2008
  - Copa Sudamericana: 2006
  - SuperLiga: 2007

### Reprezentacja Meksyku
- Zwycięstwo
  - Złoty Puchar CONCACAF: 2009